# 小林桂子 (女優)
小林桂子（こばやし けいこ、9月27日 - ）は、日本の女優、映画プロデューサー、社会活動家。

## プロフィール
東京都生まれ。日中共同制作映画「純愛」（2007年日本公開）の製作総指揮・原作・脚本・主演。中国泰山の麓の小林桂子基金希望小学校名誉校長（2004年開校）、同敷地内の純愛幼稚園名誉園長（2008年開園）。

## 来歴・人物
1990年代後半
- 1996年、女流歌人原阿佐緒の生涯を描いた舞台「悶えつつ蝶のごと」に主演。東京（草月ホール）、仙台にて公演。
- 1997年、『戦後50年日中友好訪中団』の一人として、中国の舞台に出演したことをきっかけに、中国中心の俳優活動に専念。ここでの報酬をスリランカのサルボダヤ運動に幼稚園建設費として寄付。
- 1998年、中国国営放送（CCTV）製作の「黒森林（ヘイセンリン）」にて主演。日本人女性として単身で参加したことで中国のテレビ・映画関係者との絆が深まる。
- 1999年、純愛プロジェクト（当時Kproject1）を発足。「世界の架け橋となる映画を創り、同時に世界の子供達に夢をプレゼントする。」という幼少期から描いていたビジョンの実現を決意。

「純愛」時代
- 2004年、多くの仲間達の賛同と支援を受け、映画制作準備金の一部で、中国泰山の麓（住所入る）の壊れかけの小学校を改築、小林桂子基金希望小学校を開校、名誉校長となる。この年、中国映画界の若手有望株の蒋欽民（ジャンチンミン）「純愛」監督に正式就任。
- 2005年、中国吉林省にて「純愛」撮影
- 2006年、北京、東京にて「純愛」編集
- 2007年、銀座シネパトスにて「純愛」日本初公開。当初予定2週間が4週に延長、約6000人を動員。第5回エンジェルフィルムアワード・モナコ国際映画祭にてベストプロデューサー賞、エンジェルピース賞を受賞。これを含めて「純愛」はこの年最多の5部門を受賞。その模様をBBCワールドアジアトゥデイが取材、放映。
- 2008年、札幌マリオン劇場にて「純愛」公開。当初予定4週間が10週に延長。約4000人を動員。名古屋シネマスコーレ「純愛」公開。約1000人を動員。この年、札幌、名古屋ともにアンコール上映が実現。中国政府関連の検討会にて高い評価を受け、中国全土200館以上で「純愛」公開。
  - 中国国営放送（CCTV）の映画番組に出演。
  - UNHCR主催の東京難民映画祭に「純愛」が正式出品され、舞台挨拶を行う。
  - 長春映画祭に「純愛」が正式出品。
  - 第6回エンジェルフィルムアワード・モナコ国際映画祭のショートフィルム部門の審査員として招かれ、記念スピーチを行う。
  - 日本国内のチケット収入の一部を積み立て、小林桂子基金希望小学校の敷地内に「純愛幼稚園」を開園。
- 2009年、純愛フェスティバルin札幌　（札幌共済ホール）
  - 純愛フェスティバルin東京　（日比谷公会堂　約1500名動員）
  - 第7回エンジェルフィルムアワード・モナコ国際映画祭にて「純愛」特別上映。特別グランプリとして天使のトロフィーを授与。
- 2010年、中国国営放送（CCTV）にて「純愛」中国全土放映
  - BAFTA（英国テレビ映画芸術アカデミー）内のアン王女劇場にて、「純愛」上映＆フォーラムを実施。初の日中英マルチ言語字幕上映。
  - 純愛マザー・テレサ映画祭（めぐろパーシモン大ホール）。蒋欽民（ジャンチンミン）監督の恩師である千葉茂樹監督（現日本映画大学学校長）のドキュメンタリー映画「マザーテレサとその世界」を同時上映。シグニズジャパン（カトリックメディア評議会）後援。

- 2009年、2010年の独自上映展開のチケット代の一部で、小林桂子基金希望小学校、純愛幼稚園の改修工事を行う。

- 2011年、英国ロンドン、ウエストミンスター宮殿内の英国貴族院（House of Lord）のコミッティールームにて、ロードキングオブウエストブロミッシュがホストとなり招待を受け、「純愛」を上映、記念スピーチ。
  - 東日本大震災の被災地、一関修紅高等学校の芸術鑑賞として「純愛」上映、舞台挨拶。事前に東京で実施したチャリティー上映会の収益金を寄付。
- 2012年、第18回セドナ国際映画祭（米国アリゾナ州）に正式出品。最優秀長編作品賞（観客投票）、文化の架け橋賞（審査員選定）を受賞

| スタブアイコン | サブスタブ | この項目は、まだ閲覧者の調べものの参照としては役立たない、俳優（男優・女優）に関連した書きかけの項目です。この項目を加筆・訂正などしてくださる協力者を求めています（P:映画/PJ芸能人）。 |